# Коніспольські печери
Коніспольські печери — археологічний пам'ятник в Албанії. У цих печерах, подібно до Франхті в Греції, виявлено тривалу послідовність слідів мешкання людини, з часів верхнього палеоліту аж до залізної доби.
Хоча про велику концентрацію неолітичних пам'ятників у окрузі Вльора було відомо ще в довоєнний період, тривалий час на їх розкопки не було коштів. На початку 1990-х рр. директор інституту археології в Тирані, Музафер Коркуті, привернув увагу американських колег до печер, і при фінансовій підтримці американської сторони в 1991—1992 рр. почалися їх розкопки, які очолили Карл Петрусо з Техаського університету, Коркуті і Лоренц Бейко з Гронінгена.